# Ophiocreas
Ophiocreas is een geslacht van slangsterren uit de familie Asteroschematidae. De wetenschappelijke naam van het geslacht werd in 1869 voorgesteld door Theodore Lyman. In de protoloog plaatste Lyman slechts de soort Ophiocreas lumbricus in het geslacht, waarmee die automatisch de typesoort werd.

## Soorten
- Ophiocreas ambonesicum Döderlein, 1927
- Ophiocreas carnosus Lyman, 1879
- Ophiocreas caudatus Lyman, 1879
- Ophiocreas gilolense Döderlein, 1927
- Ophiocreas glutinosum Döderlein, 1911
- Ophiocreas japonicus Koehler, 1907
- Ophiocreas lumbricus Lyman, 1869
- Ophiocreas mindorense Döderlein, 1927
- Ophiocreas mortenseni Koehler, 1930
- Ophiocreas oedipus Lyman, 1879
- Ophiocreas sibogae Koehler, 1904
- Ophiocreas spinulosus Lyman, 1883
- Ophiocreas willsi McKnight, 2000